# Tercera División
Tercera División byla čtvrtá a zároveň poslední národní nejvyšší fotbalová soutěž pořádaná na území Španělska. Pořádá se od roku 1929. Pořádá ji národní svaz Real Federación Española de Fútbol (zkratkou RFEF). Soutěž je rozdělena na 18 skupin podle regionální působnosti. V letech 1929–1977 byla soutěž třetí nejvyšší ligou ve Španělsku, v této pozici ji později nahradila soutěž Segunda División B. Mužstva na posledních místech sestupují do nejvyšších regionálních soutěží daných autonomních společenství.